# How Soon Is Now?
«How Soon Is Now?» — пісня британського рок-гурту The Smiths. «How Soon Is Now?» є, можливо, найзнаменитішою піснею Smiths, хоча і не дуже нагадує їх інші композиції. Продюсер Sire Records Сеймур Стейн назвав її «Stairway to Heaven 80-х». Джоні Марр говорив, що це «можливо, найбезсмертніша з усіх пісень групи». Спочатку «How Soon Is Now»? вийшла як бі-сайд синглу «William, It Was Really Nothing» разом з піснею «Please, Please, Please Let Me Get What I Want». Далі пісня увійшла на альбом «Hatful of Hollow», а також на американське, австралійське і видане компанією Warner у Великій Британії версії альбому Meat Is Murder. 1985 року пісня була видана на стороні А синглу, зайнявши 24 місце в чарті Великої Британії і не потрапивши в чарт США. Можливо, не дуже бурхливий успіх композиції (на який сподівалися Марр і Морріссі, враховуючи їх любов до цієї пісні) пояснювався тривалістю — в повній версії вона йшла близько 7 хвилин, хоча на одному з сингловых видань була скорочена до 4. Так або інакше, на компіляції групи завжди входить повна версія.

## Текст і музика
У пісні тільки один куплет, який повторюється двічі, а також приспів і бридж. Темою лірики є людина, яка хоче любові, але не може знайти спосіб здолати свою сором'язливість. Початкові рядки пісні є переробкою рядків з роману Джордж Еліот «Middlemarch». У деяких медіавиданнях США пісня була прокоментована як «безглузда гей-роковая агітка»; у словах пісні були знайдені певні зв'язки з тією, що існувала у той час в Манчестері клубної гей-субкультурі.
Музика в пісні побудована навколо одного гітарного акорду, гучність якого коливається. Звук вібруючої гітари, за словами Джоні Марра, був створений шляхом складної роботи в студії на основі зіграного без цього ефекту ритм-трека.

## Обкладинка синглу
Зображення, поміщене на обкладинці синглу, узяте з фільму «Dunkirk» (1958); на ній зображений британський актор Шон Барретт, і на фото здавалося, неначе він чіпає свій промежину, що послужило причиною заборони на продаж синглу в США. Тому з'явилося декілька альтернативних обкладинок, на одній з яких зображені самі Марр і Морріссі.

## Відеокліп
Відео було зроблене для скороченої, чотирьох хвилинної версії пісні. У нього входить знімання The Smiths на концерті (у тому числі момент, коли Марр показує Морріссі, як грати на гітарі), зображення індустріальної частини міста і танцюючої дівчини. Автор кліпу не відомий; він був украй холодно прийнятий групою, зокрема, Марр висловлював керівництву лейбла, що «вони не можуть випустити це образливе відео». Так або інакше, відео вийшло і, разом з ротацією на коледж-радіо, багато в чому стало причиною популярності пісні в США.

## Концертні версії
Зважаючи на крайню складність інструментальної партії пісні вона дуже рідко виконувалася The Smiths живцем. Проте, саме «How Soon Is Now»? відкриває концертний альбом Морріссі «Live at Earl's Court». Ще одна концертна версія була записана для альбому Smiths «Rank», проте не увійшла до нього. Необроблена версія цього запису (як і повна версія усього концерту) включена у бутлеґ «A Bad Boy from a Good Family». Пісня виконувалася Морріссі в 2006 році на фестивалі «Rock Am Ring».

## Визнання критики
У 2004 році пісня була поставлена журналом Rolling Stone на 486 місце в списку 500 найкращих пісень усіх часів. У березні 2005 р. журнал Q поставив пісню на 28 місце в списку 100 найкращих гітарних треків. У травні 2007 року журнал NME поставив пісню на 7 місце в списку п'ятдесяти найкращих інді-гімнів.

## Список композицій
| 7" RT176 | 7" RT176                        | 7" RT176   |
| #        | Назва                           | Тривалість |
| -------- | ------------------------------- | ---------- |
| 1.       | «How Soon Is Now?» (7" видання) | 3:41       |
| 2.       | «Well I Wonder»                 | 4:00       |

| 12" RTT176 | 12" RTT176         | 12" RTT176 |
| #          | Назва              | Тривалість |
| ---------- | ------------------ | ---------- |
| 1.         | «How Soon Is Now?» | 6:46       |
| 2.         | «Well I Wonder»    | 4:00       |
| 3.         | «Oscillate Wildly» | 3:24       |

| 12" USA RTT176 | 12" USA RTT176                   | 12" USA RTT176 |
| #              | Назва                            | Тривалість     |
| -------------- | -------------------------------- | -------------- |
| 1.             | «How Soon Is Now?»               | 6:46           |
| 2.             | «Girl Afraid»                    | 2:46           |
| 3.             | «How Soon Is Now?» (USA видання) | 3:53           |

| CD 1 (1992) | CD 1 (1992)                             | CD 1 (1992) |
| #           | Назва                                   | Тривалість  |
| ----------- | --------------------------------------- | ----------- |
| 1.          | «How Soon Is Now?» (7" edit)            | 3:41        |
| 2.          | «The Queen Is Dead»                     | 6:25        |
| 3.          | «Handsome Devil» (BBC Radio Session)    | 2:50        |
| 4.          | «I Started Something I Couldn't Finish» | 3:48        |

| CD 2 (1992) | CD 2 (1992)              | CD 2 (1992) |
| #           | Назва                    | Тривалість  |
| ----------- | ------------------------ | ----------- |
| 1.          | «I Know It's Over»       | 5:49        |
| 2.          | «Suffer Little Children» | 5:29        |
| 3.          | «Back to the Old House»  | 3:04        |
| 4.          | «How Soon Is Now?»       | 6:46        |

| 7" (1992) | 7" (1992)                        | 7" (1992)  |
| #         | Назва                            | Тривалість |
| --------- | -------------------------------- | ---------- |
| 1.        | «How Soon Is Now?» (7" edit)     | 3:41       |
| 2.        | «Hand in Glove» (single version) | 3:16       |

| Cassette Single (1992) | Cassette Single (1992)           | Cassette Single (1992) |
| #                      | Назва                            | Тривалість             |
| ---------------------- | -------------------------------- | ---------------------- |
| 1.                     | «How Soon Is Now?»               | 6:46                   |
| 2.                     | «Hand in Glove» (single version) | 3:16                   |

## Кавер-версії
Пісня була переспівана безліч разів, у тому числі групами:
- Hundred Reasons
- Quicksand
- Everclear
- Paradise Lost
- Snake River Conspiracy
- Love Spit Love
- Soho (семпл для пісні «Hippychick»)
- t.A.T.u.